# Federación de Fútbol de Camboya
La Federación de Fútbol de Camboya (FFC) es el organismo rector del fútbol en Camboya, con sede en Phnom Penh. Fue fundada en 1933, desde 1954 es miembro de la FIFA y desde 1957 de la AFC. Organiza el campeonato de Liga y de Copa de Camboya, así como los partidos de la selección nacional en sus distintas categorías.